# 永靖庄
永靖庄，為1920年~1945年間存在之行政區，轄屬台中州員林郡。今彰化縣永靖鄉。

## 街原名
原屬
- 武西堡之關帝廳、湳港西庄、湳港舊庄、陳厝厝庄、崙仔庄、五汴頭庄、同安宅庄、竹仔脚庄
- 東螺東堡之獨鰲
  - 關帝廳改稱永靖[1]

## 行政區劃
永靖庄轄域內分為永靖、湳港西、湳港舊、陳厝厝、崙子、五汴頭、同安宅、竹子脚、獨鰲九個大字。
- 同安宅大字下有「同安宅」、「四塊厝」、「湳墘」小字名
- 獨鰲大字下有「獨鰲」、「崙子尾」小字名
- 五汴頭大字下有「五汴頭」、「瑚璉」小字名
- 竹子脚大字下有「福興」、「竹子脚」小字名[1]